# Wallhausen (bei Miltenberg)

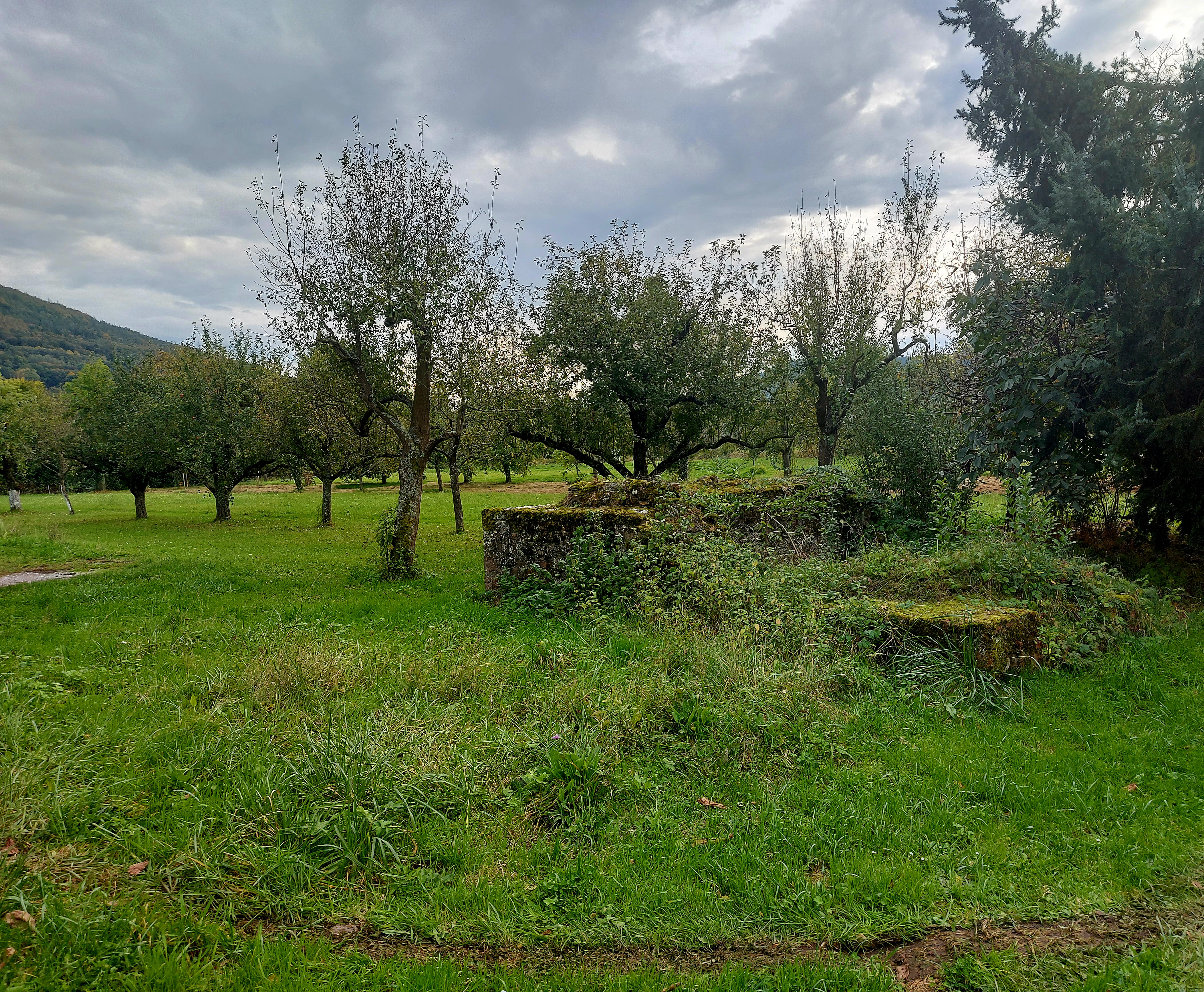
Grundmauern des Kirchturms der Kirche von Wallhausen auf dem Gelände des ehemaligen römischen Kastells.

Wallhausen (auch: Waleshusen) ist eine mittelalterliche Stadtwüstung am Main im heutigen unterfränkischen Landkreis Miltenberg. Sie befand sich auf den Ruinen des ehemaligen römischen Kastells Miltenberg-Altstadt. Wallhausen wurde 1237 teilweise zerstört und in den folgenden Jahrzehnten aufgegeben. Wallhausen kann als Beispiel einer missglückten mittelalterlichen Stadtgründung bezeichnet werden.

## Geographie
Schon die Römer hatten ein Kastell an diesen strategisch wichtigen Standort zum Schutz des Nassen Limes erbaut. Hier mündet die Mud in den Main, im Mittelalter kreuzten sich hier zudem  wichtige Verbindungswege: Die Verbindungsstraße zwischen Nürnberg und Frankfurt, sowie die Verbindung zwischen den Stauferpfalzen Wimpfen und Gelnhausen.
Im Hochmittelalter stießen in der unmittelbaren Umgebung verschiedene Herrschaftsgebiete aufeinander. Auf dem Gebiet Wallhausen und Kleinheubach die Pfalzgrafen bei Rhein, in Bürgstadt und Miltenberg das Erzstift Kurmainz, in Freudenberg das Hochstift Würzburg und in Klingenberg und Prozelten amtierten Vertraute des staufischen Königshauses.
Heute liegt das Gebiet der ehemaligen Siedlung zwischen Miltenberg und Kleinheubach und ist teilweise durch ein landwirtschaftliches Anwesen und eine Bahnlinie überbaut. Die heutigen geografischen Bezeichnungen „Altstadtweg“ und Kastell Miltenberg-Altstadt erinnern an das Vorhandensein einer Stadt an dieser Stelle.

## Geschichte
Auf den Ruinen des römischen Kastells Miltenberg-Altstadt errichteten die Franken im 6. bis 7. Jh. einen kleinen befestigten Stützpunkt an der verkehrsgeographisch interessanten Lage. Nachweisen lässt sich eine Kleinfestung mit flankierendem Torturm in der Ostecke des ehemaligen Kastells. Im 9. Jahrhundert wurde diese Anlage durch einen neuen Wehrbau in der Nordecke des ehemaligen Kastells ersetzt. Vermutlich lag im Bereich der ehemaligen Principia des römischen Lagers ein Königshof.

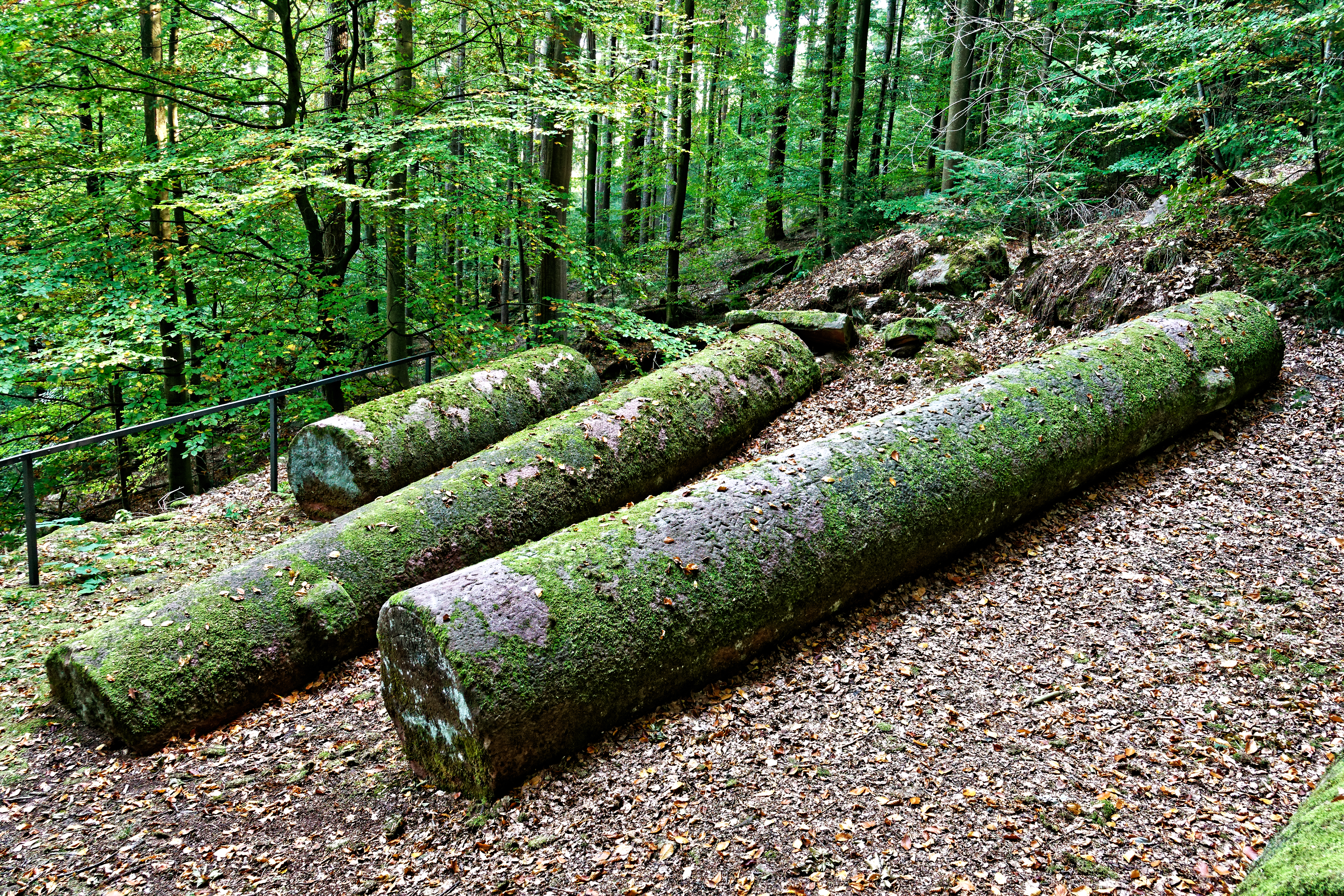
Sandstein war wichtige Handelsware Wallhausens. Reste mittelalterlicher Sandsteinproduktion (sog. Heunesäulen) am nahegelegenen Bullauer Berg.

Im 10. bis 11. Jahrhundert entwickelte sich der Ort zu einem Umschlagplatz für Handelsgüter (v. a. Sandsteinsäulen und -Sarkophage). In dieser Zeit entstand ein Siedlungskomplex mit Turmburg in der östlichen Kastellecke. Hier hatte vermutlich die Ministerialenfamilie „de Walehusen“ ihren Sitz. Außerhalb des ehemaligen Kastellgeländes entstand eine unbefestigte Siedlung mit einer eigenen Kirche. Diese Kirche befand sich auf dem antiken Baukomplex des ehemaligen römischen Badegebäudes.
Anfang des 13. Jahrhunderts, in der Herrschaftszeit Pfalzgraf Ludwig des Kelheimers, wird auf den Grundmauern des antiken Kastells eine Stadtmauer errichtet und Wallhausen zur Stadt ausgebaut. Die antiken Tore werden dabei zugemauert und zwei neue Tore mit Torhaus errichtet. 1229 wird Wallhausen als „civitas“, 1231 als „oppidum“ bezeichnet.
Archäologisch nachweisen lassen sich an die Innenseite der Stadtmauer angelehnte Häuser, ein Haus eines Kaufmanns, Handwerker-Öfen; ein Brunnen und ein festes Haus. Im Zentrum der Stadt, im Bereich der antiken Principia, befand sich die Kirche mit einer Länge von 26,1 m. Ihre Ursprünge reichen wahrscheinlich ins frühe Mittelalter zurück. Rund um die Kirche befand sich ein Friedhof.
Das Ende Wallhausens ist durch die Rivalität mit dem nahezu gleichzeitig entstehenden Miltenberg geprägt. Um das Jahr 1200 hatten die Mainzer Erzbischöfe die Mildenburg mit der 1237 erstmals urkundliche erwähnten Stadt Miltenberg  als strategischen Stützpunkt bauen lassen. Hier ging es um gezielten Ausbau und Sicherung des Mainzer Herrschaftsgebietes gegenüber Wallhausen, das unter Herrschaft der Pfalzgrafen bei Rhein stand. Es kommt zu einem jahrzehntelangen Ringen um die Herrschaft in diesem Gebiet. 1229 verpfänden Pfalzgraf Ludwig I. und sein Sohn Otto II. Wallhausen an den Mainzer Erzbischof Siegfried II. von Eppstein. 1231 muss der Pfalzgraf dem Mainzer Bischof Wallhausen wieder zurückerstatten, er hatte es sich offensichtlich in der Zwischenzeit wieder angeeignet. 1237/38 bricht eine hartnäckige militärische Kontroverse zwischen Otto II. und dem Erzbischof von  Mainz um Kloster Lorsch, Wallhausen und  Bensheim aus. (sog. Lorscher Fehde). Dabei wird Wallhausen 1237 teilweise zerstört. 1247 kommt es zum Vergleich zwischen Otto II. und dem Erzbischof von Mainz: Otto  II. bekommt die Vogtei über das Kloster Lorsch und  das Dorf Seckenheim als Schadensersatz für die Zerstörungen in Wallhausen. Wallhausen ist nun endgültig unter Mainzer Herrschaft und wird wirtschaftlich von Miltenberg ausgetrocknet. Die Konkurrenz der beiden benachbarten Stadtgründungen endete also mit dem Sieg des etwa 2 km entfernten kurmainzischen Miltenberg.
Unter nun Kurmainzer Herrschaft gab es weiterhin eine lockere Besiedelung des Platzes. 1363 wird ein Kirchlein St. Walpurg urkundlich erwähnt, das vom Grafen von Rieneck im Gebiet des ehemaligen Ẃallhausens errichtet wurde und zur Pfarrei Kleinheubach gehörte. Es wurde 1770 auf Abbruch verkauft.
Neben Miltenberg profitierte auch Kleinheubach vom Niedergang Wallhausens. Die kirchlichen Rechte von Wallhausen als Pfarrkirche wurden auf die Kleinheubacher Kirche übertragen.

## Heutige Situation
Innerhalb einer Wiese stehen heute noch die Grundmauern des Kirchturms der Kirche von Wallhausen. Mit Tafeln wird auf die Geschichte des antiken Kastells hingewiesen, nicht jedoch auf die Geschichte des mittelalterlichen Wallhausens.